# Morín
Morín (także Cueva de Morín, Cueva de Villanueva, Cueva del Rey) – jaskinia znajdująca się w Hiszpanii w prowincji Kantabria, na terenie gminy Villaescusa, około 6 km na południe od zatoki Bahía de Santander.
Jaskinię odkryto w 1910 roku. Od tej pory przeprowadzono w niej kilka kampanii archeologicznych. Odkryto wiele narzędzi kamiennych wykonanych m.in. w technologii mustierskiej. Zamieszkujący jaskinię ludzie reprezentowali szereg kultur, począwszy od najstarszej mustierskiej (typowej dla neandertalczyka), poprzez typowe dla człowieka rozumnego kulturę oryniacką, grawecką aż do azylskiej.
W 1969 roku w jednej z niższych warstw osadowych jaskini odkryto podłogę domostwa, pozostałości prawdopodobnie palisady oraz cztery groby, datowane na około 30 tys. lat temu. Znaleziska te przypisuje się kulturze oryniackiej. Jedno z ciał zachowało się w bardzo dobrym stanie, otrzymało przydomek człowiek z Morín.
Jaskinia nie jest udostępniona do zwiedzania. Wejście do jaskini zabezpieczone jest metalową kratą.